# Большое Орехово (Новгородская область)
Большое Орехово — деревня в Старорусском районе Новгородской области России. Входит в состав Наговского сельского поселения.

## География
Находится в южной части области на расстоянии приблизительно 10 км на запад по прямой от железнодорожного вокзала города Старая Русса.
Фактически с деревней Пестово одно селение. В 400 метрах к востоку расположено Малое Орехово.

## История
Село Большое Орехово входила в состав Дубовицкой волости Старорусского уезда Новгородской губернии. 
Из книги 1909 года Новгородская Губерния в разделе Дубовицкая волость сказано, что смежно с деревни Пестово в деревне Большой Орехово находилась часовня.
В 1910 году была основана Большеореховский земская 4-ёх годичная школа, после 1918 года переименована в Большеореховскую трудовую школу 1 степени и просуществовала до 1944 года

## Население
| 2010 |
| ---- |
| 32   |

Численность населения: 212 человек (1908 год), 31 (русские 97 %) в 2002 году, 32 в 2010.

## Известные уроженцы, жители
- Никифоров, Михаил Васильевич (1900—1964) — советский военачальник, генерал-майор артиллерии.
- Рыбин, Василий Николаевич (1928—1984) — передовик советского сельского хозяйства, председатель колхоза, Герой Социалистического Труда

## Инфраструктура
Личное подсобное хозяйство с зоной сельскохозяйственного использования, индивидуальная застройка усадебного типа. На карте 1840 года обозначена как поселение с 25 дворами. В 1908 году учтено 45 дворов.

## Транспорт
Деревня доступна автотранспортом.